# L’Escaillère
L’Escaillère (wa. L' Ecayire) – dzielnica (section) miasta Chimay w Belgii, w Regionie Walońskim, w prowincji Hainaut, w okręgu Thuin. 1 stycznia 2020 roku liczyła 206 mieszkańców. Do 31 grudnia 1976 r. samodzielna gmina. Znajduje się tutaj najwyżej położony punkt prowincji (365 m n.p.m.).

## Demografia
Liczba mieszkańców, stan na 1 stycznia:
| Rok                | 1930 | 1947 | 1961 | 2020 |
| ------------------ | ---- | ---- | ---- | ---- |
| Liczba mieszkańców | 350  | 298  | 265  | 206  |